# Calle de San Germán
La calle de San Germán (oficialmente calle del General Yagüe entre 1953 y 2017)  es una vía urbana de la ciudad española de Madrid.

## Descripción e historia
La vía, que discurre enteramente por el distrito de Tetuán con sentido este-oeste con inicio en el paseo de la Castellana y fin en la calle de Bravo Murillo, sirve como límite entre los barrios de Cuatro Caminos y Castillejos, que deja al sur y al norte, respectivamente.
Originariamente se conocía como calle de San Germán. Hilario Peñasco de la Puente y Carlos Cambronero señalan a finales del siglo xix que la vía, con un extremo en Bravo Murillo moría en el campo.
A comienzos de siglo aunque la mayoría de las calles de la zona conformada por los actuales barrios de Cuatro Caminos y Castillejos acumulaban los edificios en la parte oeste en las proximidades de Bravo Murillo, San Germán, tras un extenso tramo sin edificar, volvía a incorporar una zona edificada en el llamado barrio de Patolas.
Antes de la incorporación de Chamartín de la Rosa al municipio de Madrid, San Germán no constituía el límite septentrional del barrio de Cuatro Caminos; entonces, Cuatro Caminos, que pertenecía no a Tetuán sino a Chamberí, se extendía hasta los límites municipales con Chamartín de la Rosa, que se encontraban a la altura de la calle Alonso Castrillo. En noviembre de 1933 se inauguró en la calle, en una ceremonia a la que asistió el presidente de la República Niceto Alcalá-Zamora, el Grupo Escolar Emilio Castelar (luego llamado Grupo Escolar Víctor Pradera, posteriormente integrado en el Instituto de Secundaria Jaime Vera), cuya construcción fue dirigida por Bernardo Giner de los Ríos.
Durante la dictadura franquista la vía pasó a denominarse en 1952 calle del General Yagüe, conmemorando al militar Juan Yagüe (1891-1952), célebre por ser el general al mando de la represión franquista durante la guerra civil española en la Matanza de Badajoz, por la que fue conocido como «Carnicero de Badajoz».
En julio de 2016 el Comisionado de la Memoria Histórica dirigido por Paca Sauquillo y convocado por el Ayuntamiento de Madrid propuso entre otros cambios en el callejero para cumplir con la Ley de Memoria Histórica la recuperación del nombre original de calle de San Germán para la vía. El 4 de mayo de 2017 la comisión de Gobierno aprobó el nuevo nombre.

## Iglesia de San Germán de Constantinopla

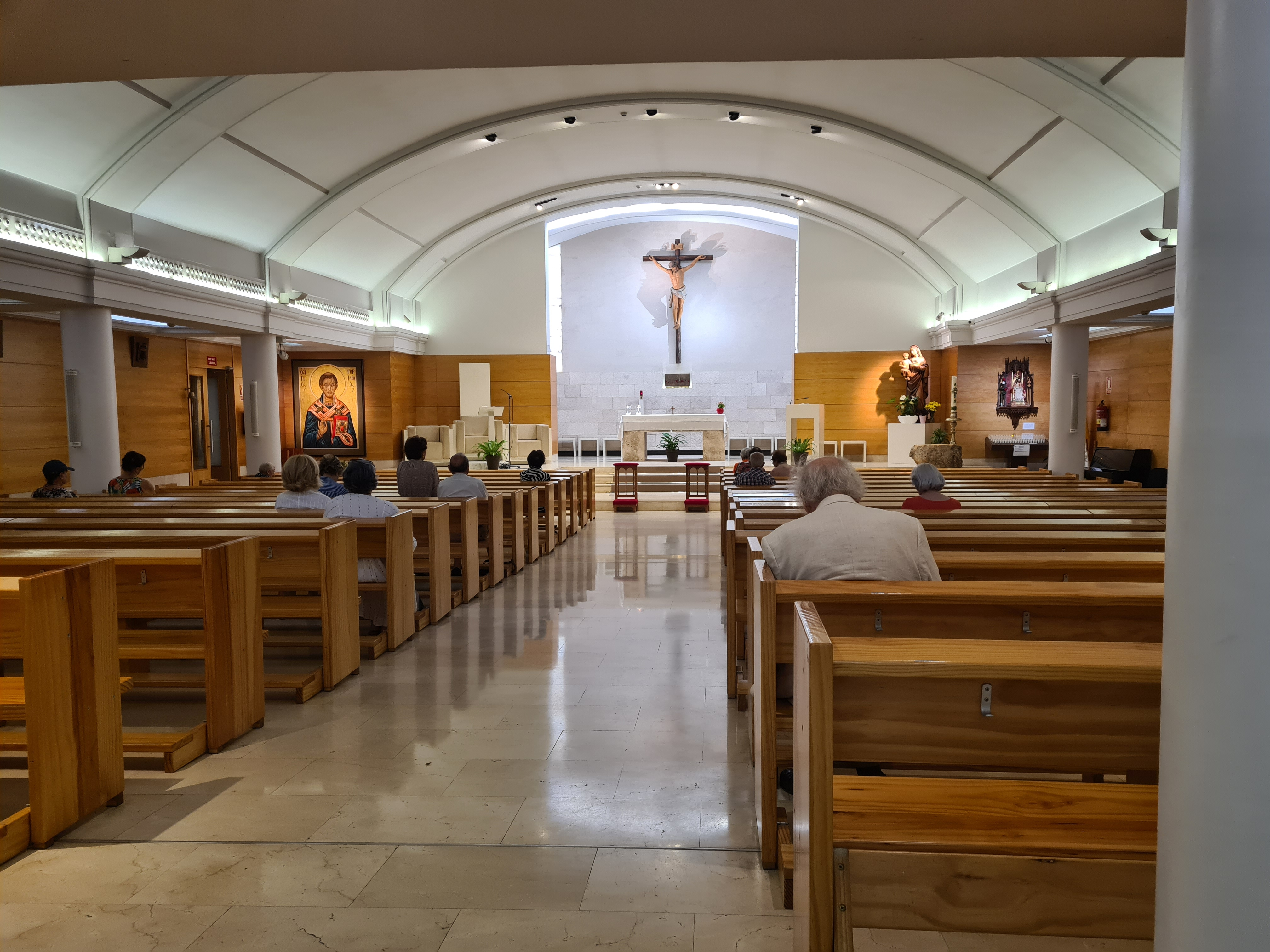
Madrid, iglesia de San Germán de Constantinopla (interior)

La parroquia nació por el impulso del obispo de Madrid Casimiro Morcillo, quien, siguiendo las directrices del Concilio Vaticano II, se propuso multiplicar el número de parroquias para conseguir una mejor atención pastoral. La de San Germán nació como una escisión de la parroquia de Santa María Micaela y Nuestra Señora de las Victorias. El nuevo templo se inauguró el 6 de marzo de 1966, primer domingo de Cuaresma, bendecido por el obispo Morcillo, cuya madre era feligresa de la nueva parroquia.